# Jewgeni Fjodorowitsch Dragunow
Jewgeni Fjodorowitsch Dragunow (russisch Евгений Фёдорович Драгунов; * 20. Februar 1920 in Ischewsk; † 4. August 1991) war ein sowjetischer Waffenkonstrukteur.
Der begeisterte Sportschütze Dragunow entwarf u. a. das Dragunow-Scharfschützengewehr (SWD) im Kaliber 7,62 × 54 mm R, das Anleihen beim Sturmgewehr AK-47 und den sowjetischen Selbstladegewehren des Zweiten Weltkrieges wie dem Simonow AWS-36 und dem Tokarew SWT-40 nahm.